# Литвинівка (Уманський район)
Литви́нівка — село в Україні, у Жашківській міській громаді Уманського району Черкаської області. Розташоване обох берегах річки Литвинка (притока Торчу) за 5 км на південний захід від міста Жашків та за 2,5 км від автошляху М05. Населення становить 753 особи (станом на 2007 рік).

## Історія
Село відоме з першої половини 18 століття. Зі слів старожилів першим тут поселився громадянин Литвин, від чого й назва — Литвинівка. Тривалий час тут було три хати, навколо яких простягався дубовий ліс.
У книзі «Сказання про населені місцевості Київської губернії» краєзнавець Лаврентій Похилевич зазначив:

Литвиновка — село при вершинах ручая Сороки в Сорокотяге в Торч впадающего, в 3-х верстах от Жашкова. Жителей обоего пола 377, из коих 33 римско-католической шляхты и 4 еврея, земля 1603 десятины…..

Спочатку село належало пану Францішеку Анатолію Ледуховському, згодом пану Рожнатовському. Після скасування кріпосного права пан поділив землю між двома синами і зятем, які через деякий час землю розпродали.
До Жовтневого перевороту велика кількість землі належала заможним селянам. Ференц, Андрущенко, Верхолат, Пелих, Дозіцький, Слухай мали землі до 100 десятин кожен. У своїх господарствах вони мали наймитів, крім яких землю також обробляли бідні селяни.
Культурним центром села була православна церква (нині на цьому місці шкільний стадіон), якій належало 40 десятин землі, що обробляли селяни.
До перевороту письменними були лише Корній Тихоблаженко та Микита Кандалей. У 1915 році у село скеровано першого вчителя, який навчав дітей різного віку і з різним рівнем підготовки в одній кімнаті. Дітей навчали читати і писати, основною дисципліною був Закон Божий. Лише один виходець із села здобув освіту вчителя — Кандалей Микита Іванович.
У 1929 році під час примусової колективізації утворилося три колгоспи — імені Чубаря, «Пролетарі», імені Леніна, які в 1932 році об'єднано в колгосп «Більшовик», який функціонував на території села до 1974 року, відколи був приєднаний до колгоспу ім. Щорса, та відновив свою діяльність знову в 1988 році внаслідок поділу колгоспу імені Щорса. В 1936 році колгосп «Більшовик» мав три ферми (МТФ, свиноферму, вівцеферму), налічувалося 5 тракторів, 3 автомашини. За архівними даними першими жінками-трактористками були Матюк Килина, Строянівська Параска, Знаємська Олександра, Сергійчук Ганна Сафонівна, Сергійчук Ганна Макарівна, Ясінська Анастасія, Колійчук Анастасія та інші.
Село постраждало внаслідок геноциду українського народу, проведеного окупаційним урядом СРСР 1932—1933 та 1946–1947 роках.
182 мешканця села брали участь у боях радянсько-німецької війни, 103 з них загинули, 72 нагороджені орденами й медалями, 29 осіб вивезено на каторжні роботи в Німеччину. На їх честь в 1959 році в селі встановлено обеліск Слави, а воїнам, що полягли у боях за відвоювання села — пам'ятник. Село відвойоване військами Першого Українського фронту під командуванням генерала Ватутіна 6 січня 1944 року.
У 1963 році село повністю електрифіковано. У 1968 році відкрито загальноосвітню школу. Дитячий садок на 50 місць введено в дію в 1966 році. В 1977 році збудовано магазин.
Станом на 1972 рік в селі мешкало 1 042 чоловіка, тут розміщувалась центральна садиба колгоспу «Більшовик», за яким було закріплено 1 671,9 га сільськогосподарських угідь, у тому числі 1 580,7 га орної землі. Провідними галузями господарства були землеробство і тваринництво, допоміжними — бджільництво і садівництво. Працювали автотракторна майстерня, крупорушка, пилорама. Також на той час працювали восьмирічна школа, клуб, бібліотека з фондом 10 тисяч книг, фельдшерсько-акушерський пункт, дитячі ясла і садок, два магазини, побутова майстерня.

## Населення

### Мова
Розподіл населення за рідною мовою за даними перепису 2001 року:
| Мова       | Кількість | Відсоток |
| ---------- | --------- | -------- |
| українська | 756       | 97.93%   |
| російська  | 16        | 2.07%    |
| Усього     | 772       | 100%     |

## Відомі люди
- Білецький Леонід Тимофійович — мовознавець, доктор філологічних наук.

## Галерея

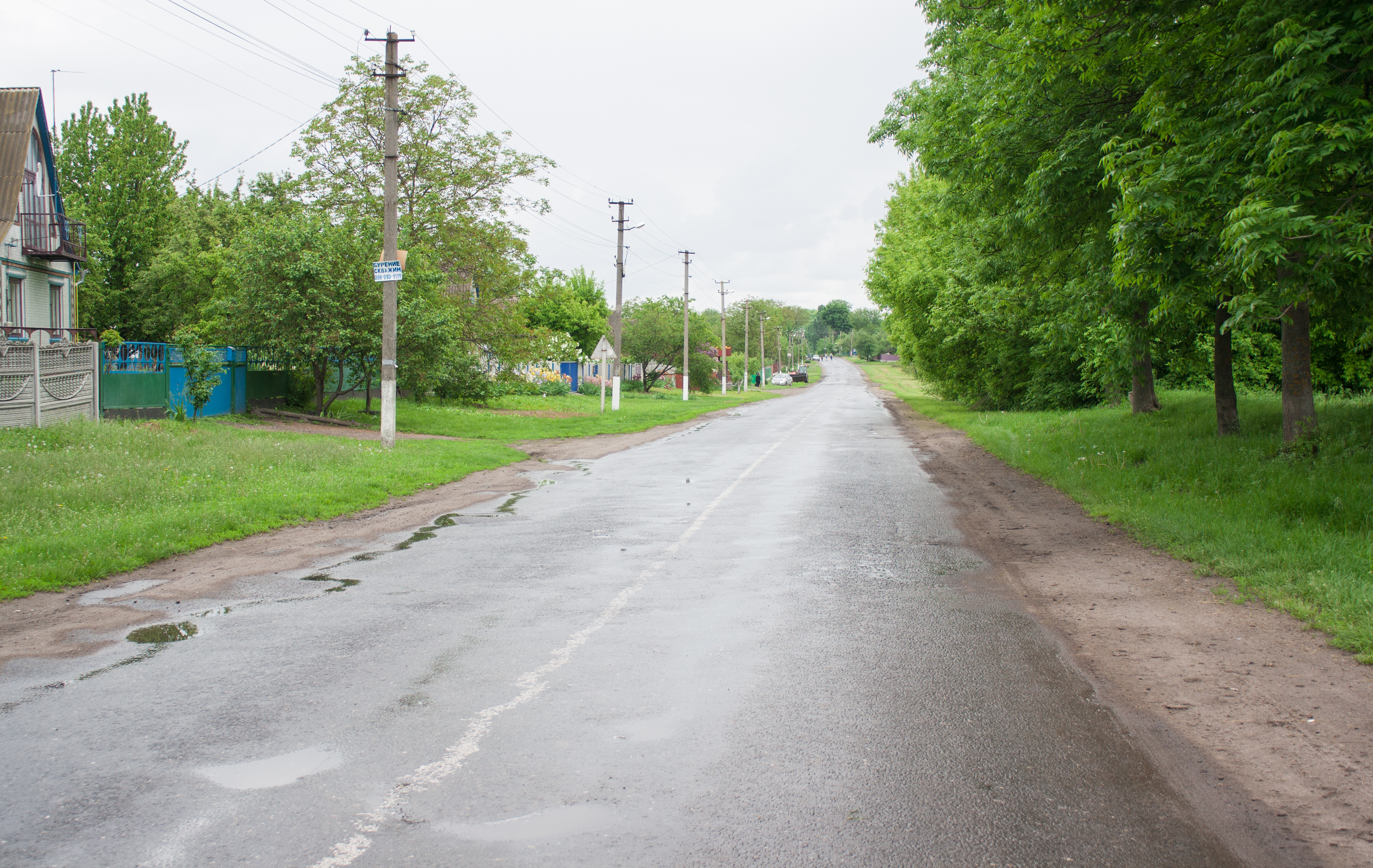
Вулиця Миру
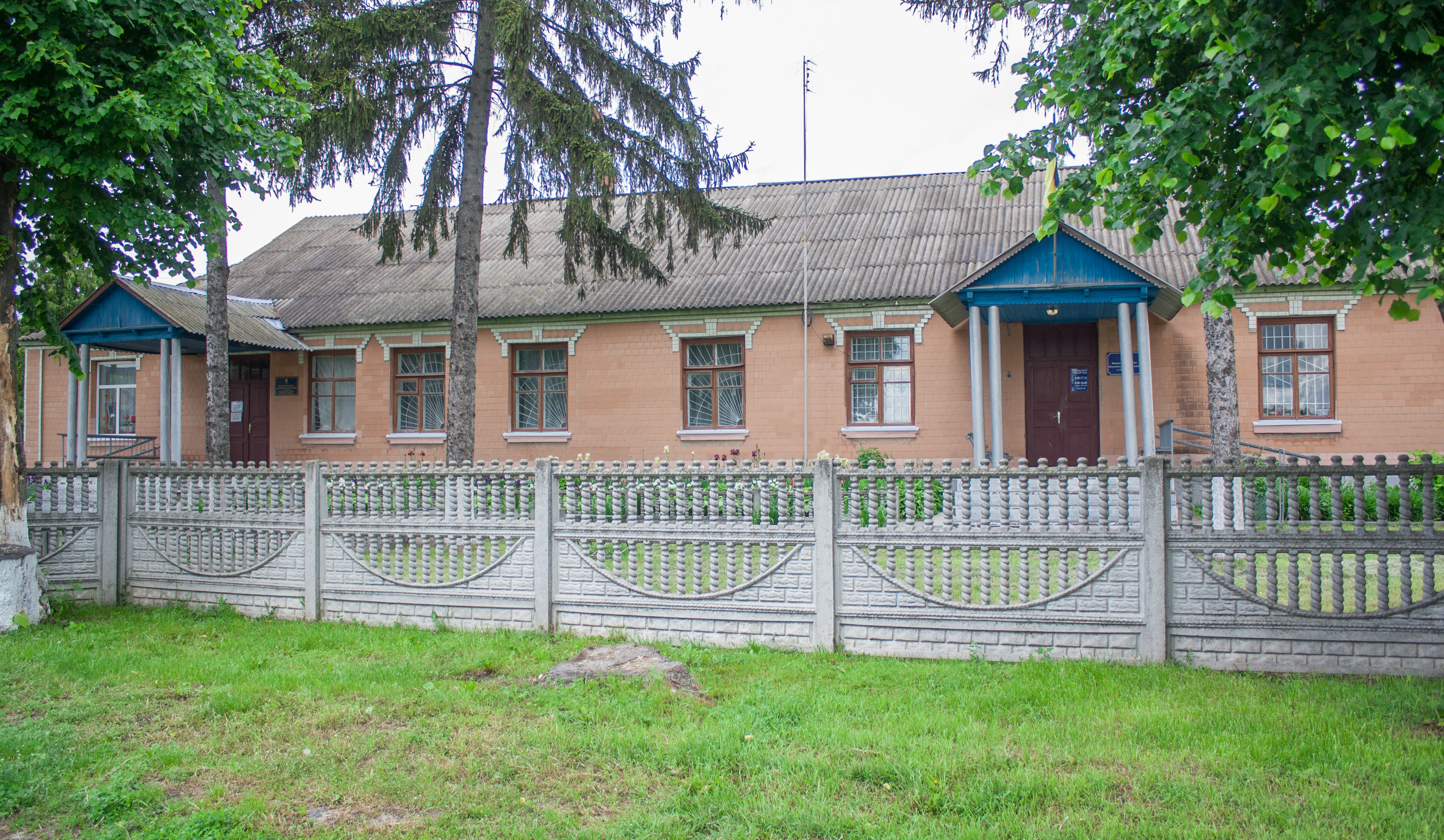
Сільська рада і ФАП
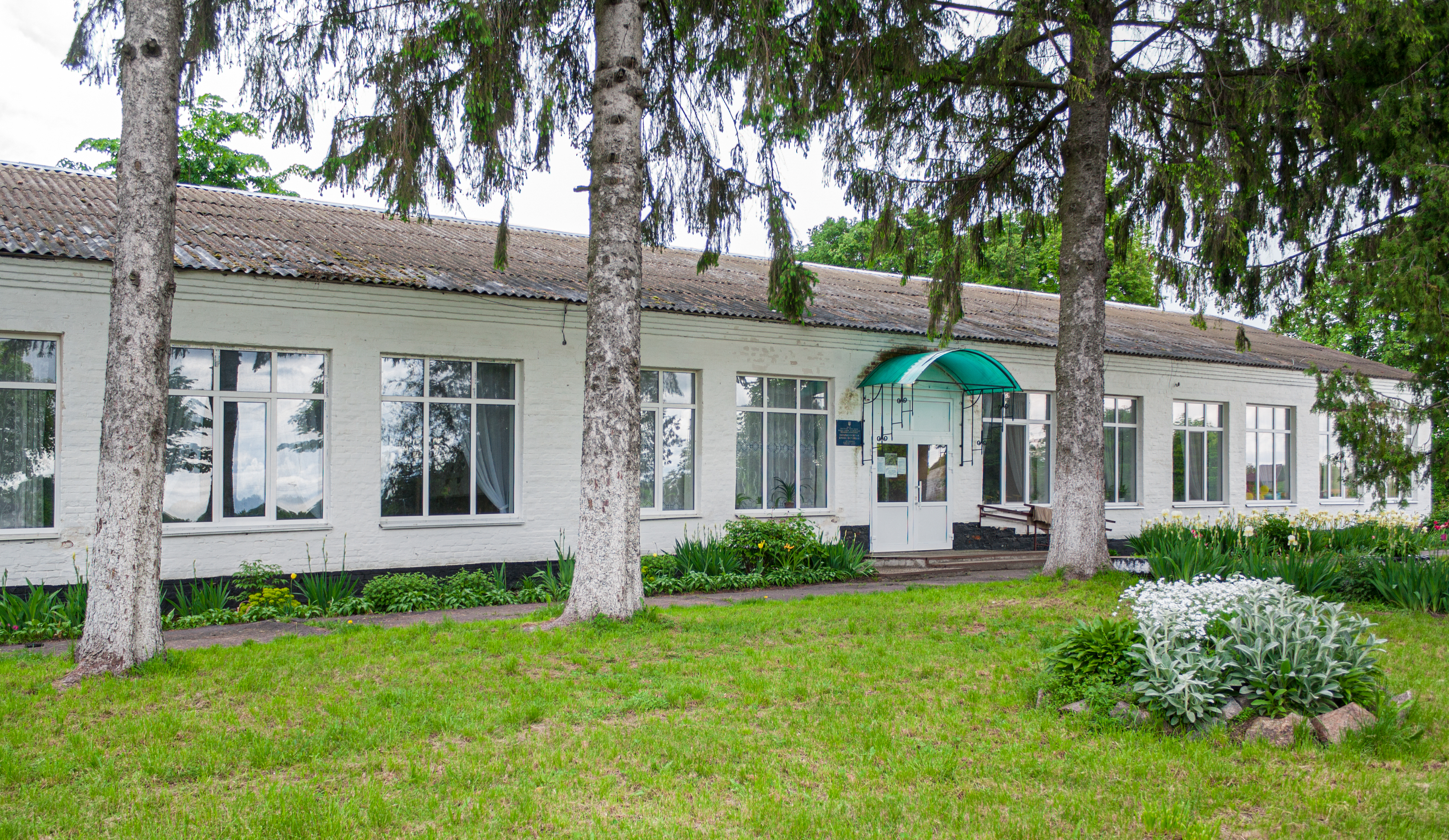
Школа
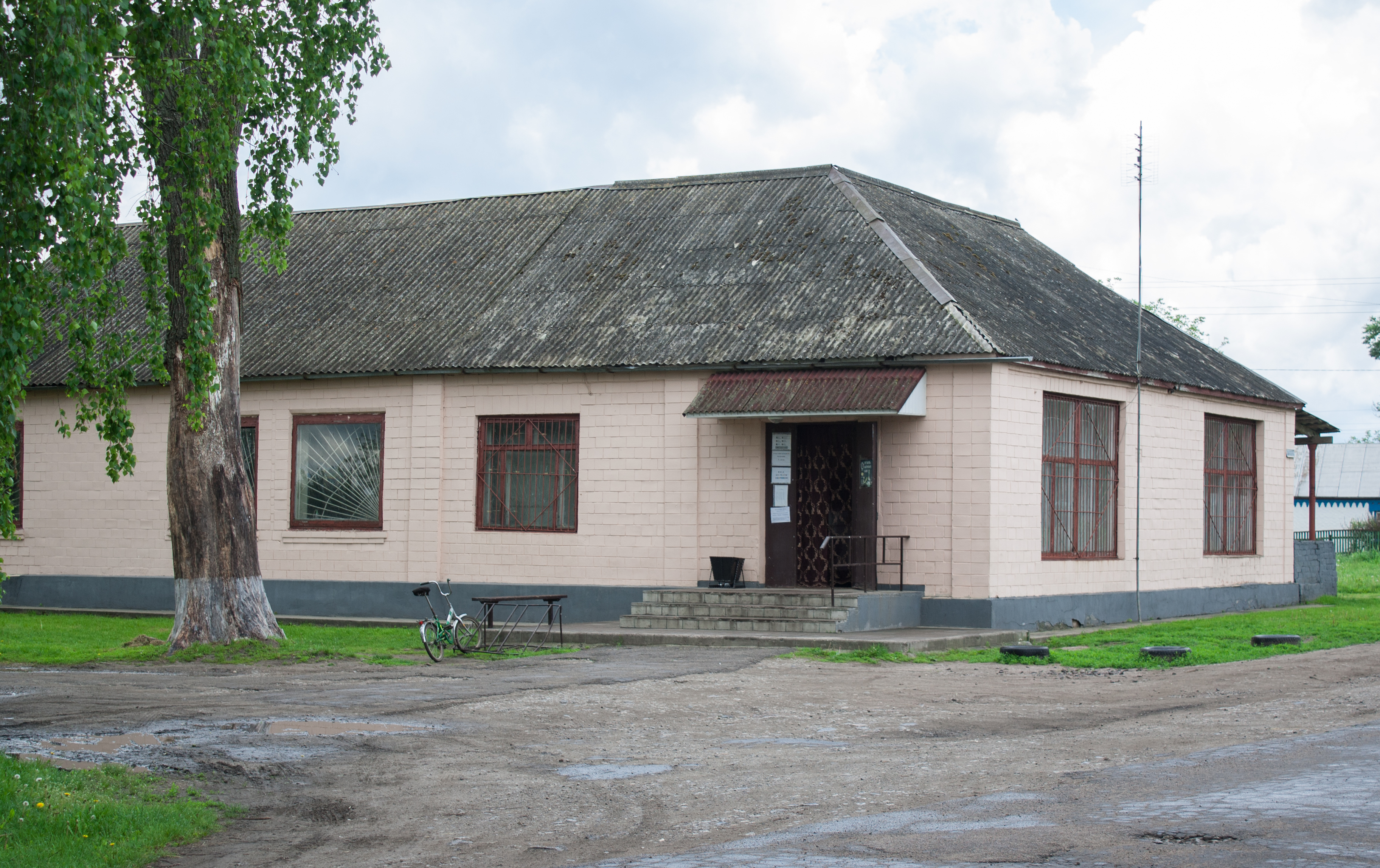
Магазин
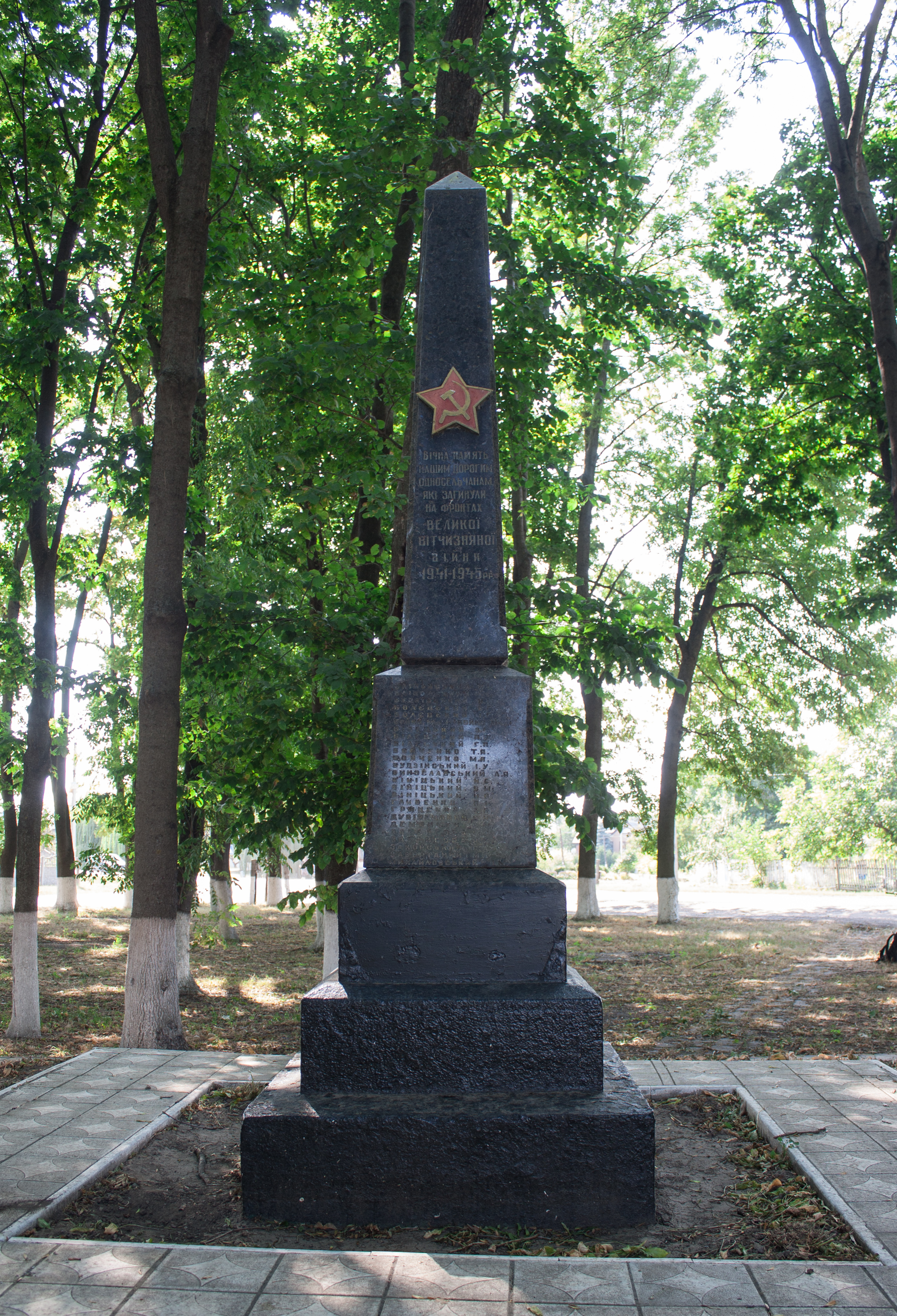
Пам’ятник воїнам-односельчанам
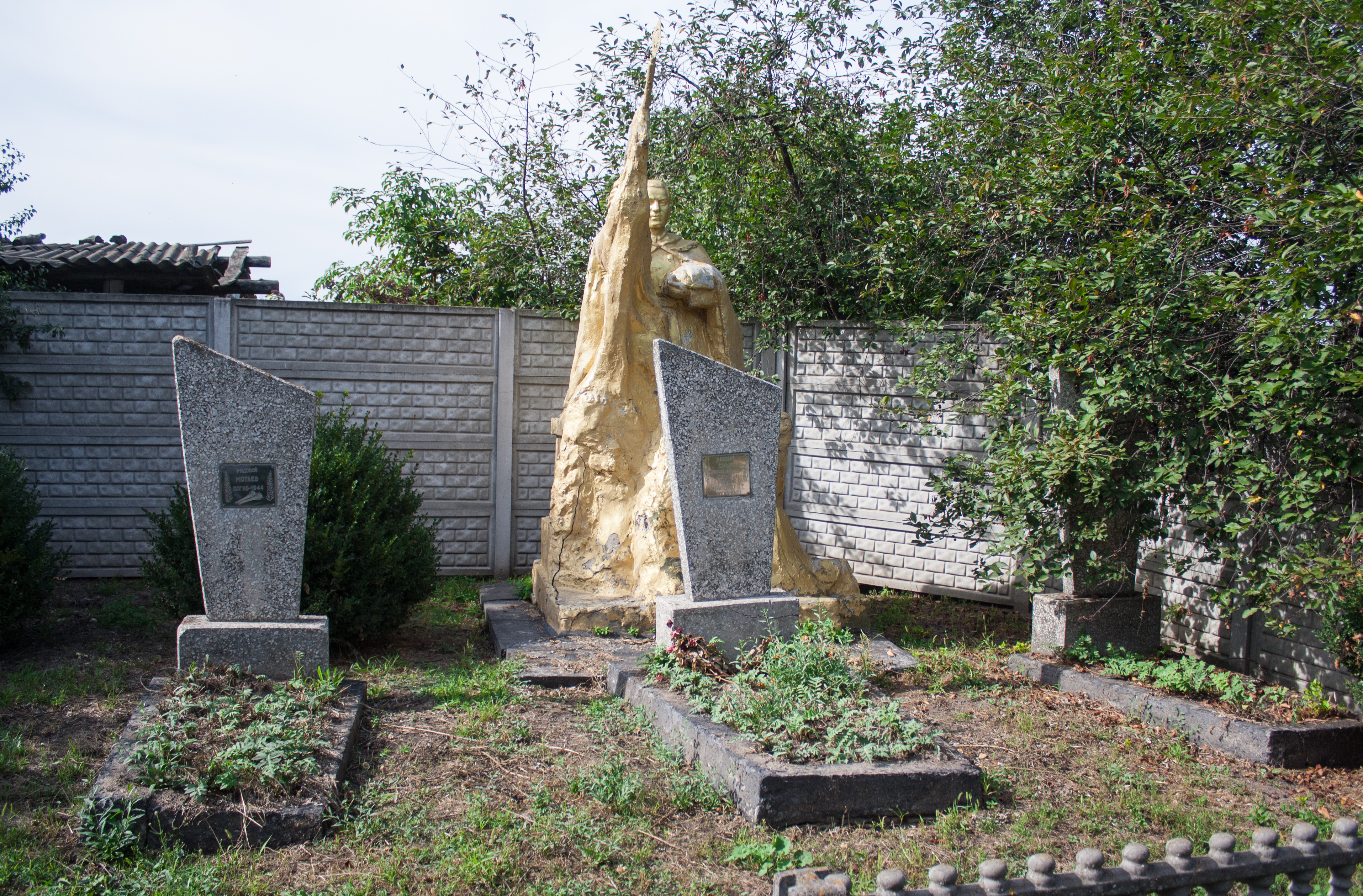
Група могил радянських воїнів
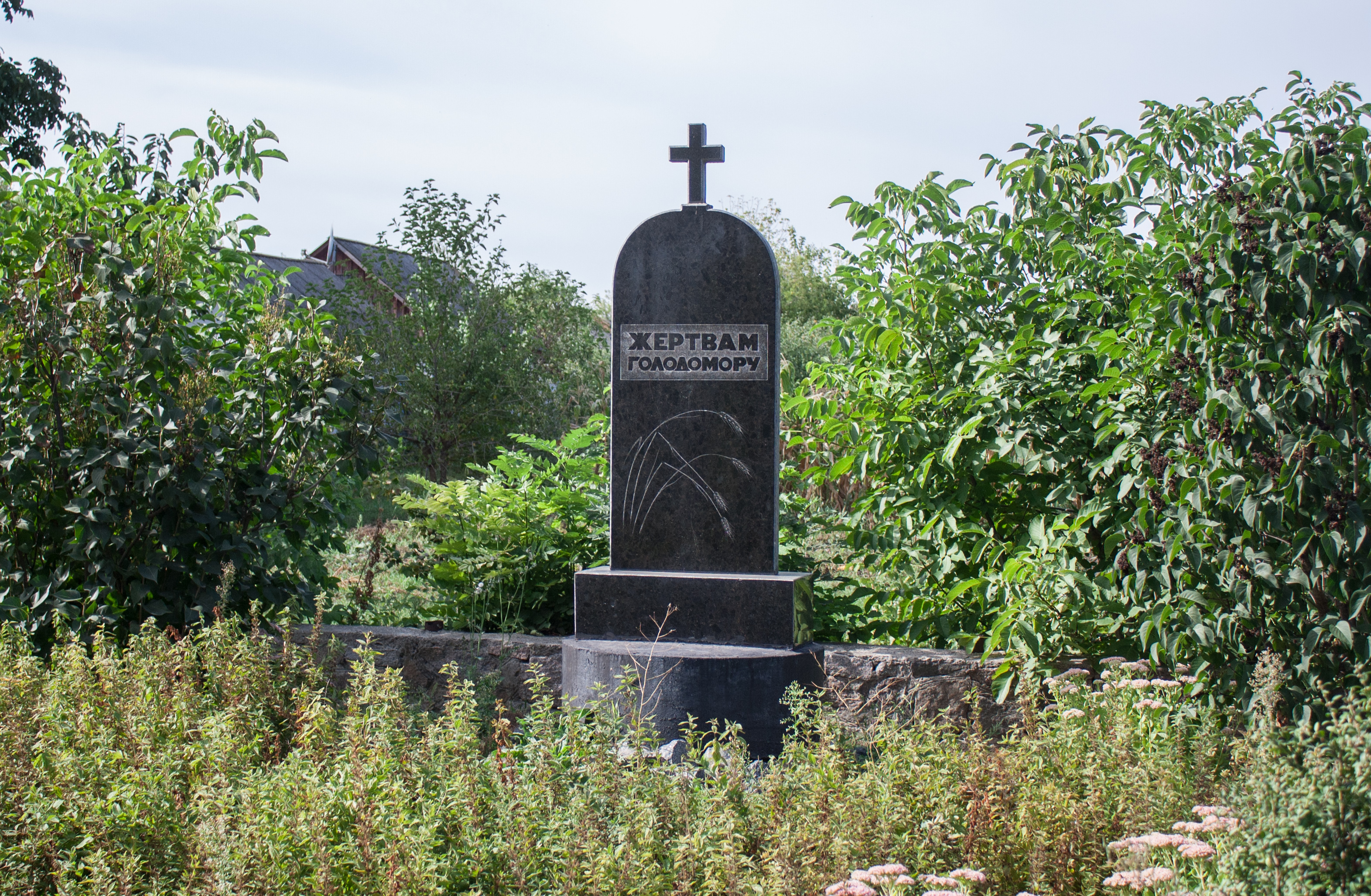
Пам'ятний знак жертвам Голодомору

### Ресурси інтернету
- Литвинівка на who-is-who.com.ua[недоступне посилання з липня 2019]